# Francesco Ticciati
Francesco Ticciati (né à Rome, le 20 décembre 1893 - mort à Amersham le 10 février 1949) est un compositeur, pianiste, professeur de musique classique et conférencier italien, devenu citoyen britannique en 1936. 

## Biographie
Francesco Ticciati, né à Rome le 20 décembre 1893, étudie le piano à l'Académie nationale Sainte-Cécile avec Francesco Baiardi, la direction d'orchestre avec Giacomo Sentaccuoli et la composition avec Ottorino Respighi . 
Vers la fin de la Première Guerre mondiale, Francesco Ticciati se rend en Angleterre et en 1920, il épouse Maria Stierli, avec qui il a une fille, Maeve, et un fils, Niso. 

« Le 21 septembre 1920, il joua le premier concerto de Mendelssohn et, le 9 octobre de la même année, la transcription Busoni de la Rhapsodie espagnole de Liszt, une semaine plus tard faisant ses débuts en récital au Wigmore Hall ; ce programme contenait des morceaux préférés qu'il jouait encore 20 ans plus tard - Concerto italien de Bach, Sonate Waldstein de Beethoven, Cjt mineur Scherzo de Chopin, Berceuse, Fantasy-Impromptu et Al> Polonaise, et les trois études Paganini de Liszt - Capriccio, La chasse ,… [et] La campanella. »

. 
Lors de la première nuit de la saison des Proms 1921, Francesco Ticciati contribue avec le Weber Konzertstück. Il se produit à nouveau le 25 août et crée son Poema gregoñano, "un concerto en trois mouvements composé à Londres à la fin de l'année précédente pour montrer comment les tons grégoriens, qui remontent aux anciens Grecs, pouvaient encore être utilisés". Il continue à jouer aux Proms pendant de nombreuses années encore, interprétant le Concerto «Empereur» de Beethoven, la transcription Liszt de Busoni et son propre Poema gregoñano très admiré, entre autres. 
Pendant un certain temps, il est directeur musical du Teatro dei Piccolo (la célèbre compagnie de marionnettes fondée par Vittorio Podrecca en 1923). Au cours de cette période, il donne également de nombreux récitals en Angleterre, notamment en tant que pianiste et compositeur aux Concerts Promenade de Robert Newman (impresario) (en) au Queen's Hall, sous la direction de Sir Henry Wood . 
En 1927, il forme un trio comprenant le flûtiste Albert Fransella (1865-1935) et Leon Goossens (1897-1988), pour qui il compose un concerto dirigé par Sir Thomas Beecham en 1929. Les autres partenaires sont Angel Grandi, Frida Dancyger et Manilo Di Veroli. 
En janvier 1937, le Musical Times l'enregistre lors de l'examen de doctorat de musique à l'Université de Londres, via Trinity College, son exercice étant une symphonie en F. 
Francesco Ticciati devient citoyen britannique en 1936 et en 1942, conférencier de musique pour les troupes. La BBC lui offre une provision de 800 £ pour couvrir toutes les émissions qu'il souhaiterait faire, mais il décline l'offre, affirmant qu'il avait besoin de plus de temps pour composer. 
Dans ses dernières années, il s'installe à Amersham, où il réside au Music Studio, Chesnut Close, jusqu'à sa mort en 1949. Il est une figure éminente de la foule musicale d'Amersham, enseignant et donnant souvent des conférences. 
Dans un article intitulé «La naissance d'une dynastie: en souvenir de Francesco Ticciati», l'écrivain Leo Black commente : «Le nom est associé à des formes d'art depuis l'époque du sculpteur et architecte Girolamo Ticciati (1671–1744). 
Son fils Niso Ticciati (1924–1972) est compositeur et arrangeur, ses petits-enfants incluent la créatrice Giovanna Ticciati et ses arrière-petits-enfants incluent le violoniste Hugo Ticciati et le chef d'orchestre Robin Ticciati. Robin Ticciati fait ses débuts aux Proms en tant que chef d'orchestre en 2010 à l'âge de 27 ans.